# Аси в небі (фільм, 1976)

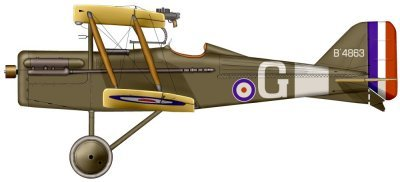
Винищувач Royal Aircraft Factory S.E.5

«Аси у небі» (англ. Aces High) — англо-французький художній фільм 1976 року, режисера Джека Ґолда, на основі п'єси Роберта Седрика Шерифа «Кінець польоту» (англ. Journey's End). Сюжет з окопів переноситься на аеродром, але більшість персонажів та деякі події майже не змінюються.

## Сюжет
Дія фільму відбувається під час Першої світової війни у 1916 році. Він розповідає історію про один тиждень бойових дій пілотів ескадри Королівського льотного корпусу, коли висока смертність здійснює величезне навантаження на тих, хто залишився живим. Лейтенант Стівен Крофт (Пітер Ферт) — молодий недосвідчений пілот, має ілюзорні уявлення про лицарський характер повітряної війни. Однак, опинившись на аеродромі у Франції і здійснюючи бойові польоти поруч з ветеранами, він поступово позбувається своїх романтичних уявлень щодо подій, що відбуваються…

## Ролі виконують
- Малкольм Макдавел — майор Джон Грешем (капітан Денис Стенгоуп)
- Крістофер Пламмер — капітан «Дядько» Синклер (лейтенант Осборн)
- Саймон Ворд[en] — лейтенант Кроуфорд (2-й лейтенант Гибберт)
- Пітер Ферт[en] — лейтенант Стівен Крофт (2-й лейтенант Рейлі)
- Девід Вуд[en] — лейтенант "Томмі" Томпсон (2-й лейтенант Троттер)
- Джон Гілгуд —  директор в Ітоні
- Тревор Говард — підполковник Сілкін
- Рей Міленд — бригадний генерал Вейл
- Беррі Джексон — Джойс

## Навколо фільму
- Сцена стрибка з парашутом з повітряної кулі є повторно використаними кадрами з фільму «Блакитний Макс» (1966).

## Назви фільму на інших мовах
- «Аси на висоті» — англ. Aces High
- «Аси в небі» — рос. Асы в небе
- «Битва в хмарах» — нім. Schlacht in den Wolken
- «Битва орлів» — італ. La battaglia delle aquile
- «Тигр неба» — фр. Le Tigre du ciel

## Нагороди
- 1976 Британська кінопремія Вечірній стандарт[en]:
  - за найкращий фільм — Джек Ґолд